# Exocentrus basilanus
Exocentrus basilanus es una especie de escarabajo longicornio perteneciente al género Exocentrus, categorizada en la tribu Exocentrini, de la subfamilia Lamiinae.
Mide 5 mm de longitud. Cuenta con antenas muy extensas que son más largas que el cuerpo.

## Taxonomía
Se atribuye su descripción al entomólogo de origen austríaco Stephan von Breuning, quien la citó por primera vez en 1956. La especie aparece registrada en la sección Nouveaux Lamiaires du Riksmuseum (Coleoptera, Cerambycidae) de Arkiv för Zoologi, 9 (12): 355–361, publicada por Breuning Stephan en 1956.

## Distribución
Se distribuye por Asia, específicamente en Filipinas, donde ha sido registrada en la isla de Basilan.